# فابریس اوندوا
فابریس اوندوا (انگلیسی: Fabrice Ondoa؛ زادهٔ ۲۴ دسامبر ۱۹۹۵) بازیکن فوتبال اهل کامرون است که در پست دروازه‌بان برای باشگاه فوتبال اوستنده بازی می‌کند.
از باشگاه‌هایی که در آن بازی کرده‌است می‌توان به باشگاه فوتبال سویا، باشگاه خیمناستیک تاراگونا، باشگاه فوتبال بارسلونا بی، و باشگاه فوتبال بارسلونا اشاره کرد.
وی همچنین در تیم ملی فوتبال کامرون بازی کرده‌است.